# Sonique (media player)
Sonique es un reproductor de audio que actualmente se encuentra descontinuado, es decir, que el proyecto ha cesado, no obstante que muchos usuarios lo sigan usando como reproductor de medios. Dicho programa es capaz de reproducir ficheros MP3, Ogg Vorbis, WMA, CD-Audio, y mucho más.
Fuera del concepto de ventanas utilizado en Windows, Sonique apostó por la utilización de skins un poco más estilizados, pero de fácil uso, sin ventanas y animados. Además de esto, poseía un editor de listas reproducción muy básico, una variedad de visualizaciones vía plug-ins, y un muy amplio control de audio que incluyen pitch, balance y ajuste de amplificación, así como también un ecualizador de 20 bandas.
Además de los tipos de fichero mencionados, por medio de plug-ins también podía ampliarse la capacidad de soporte para otros tipos de fichero de audio y video, por ejemplo, los ficheros AVI. Sonique puede usarse para escuchar streams de audio (transmisiones por Internet).
Cuando Sonique estaba aún en desarrollo, fue uno de los reproductores de audio más populares, teniendo su más importante competencia en Winamp de Nullsoft.
Las características que hicieron famoso a Sonique, fueron su decodificador de audio mpeg, sus skins sin ventana y que los mismos usuarios podían elaborar gracias al Sonique SkinmakerX (SSX), que también era distribuido de forma gratuita, sus innovadoras visualizaciones de audio, y su poderoso ecualizador.

## Compatibilidad
Sonique es soportado por los sistemas Windows, en especial las versiones Windows 98 y 98SE, Windows Millennium, Windows 2000 y Windows XP. En Windows Vista y Windows 7, Sonique se muestra inestable y falla a cada momento.
En muchas de las distribuciones de Linux, puede ejecutarse este software instalando WINE y ejecutándolo desde ahí.
En Windows 8 es bastante inestable, sin embargo, en Windows 8.1 se ejecuta sin problemas. Usuarios de Windows 10 y Windows 11 reportan que Sonique se ejecuta normalmente, sin problemas desde la instalación misma.

## Trivia
Al instalar Sonique y lanzarlo por vez primera, puede escucharse una canción de Mamasutra ejecutada a capela. “El Tema de Sonique” (Sonique Theme) que dice en la letra y en el campo para comentarios del MP3 "Its so good, so good, so good.", invirtiendo parte de la letra.
La DJ británica Sonique lanzó su sencillo "It Feels So Good" en el 2000.